# Seignalens
 Seignalens  es una comuna y población de Francia, en la región de Languedoc-Rosellón, departamento de Aude, en el distrito de Limoux y cantón de Alaigne.
Su población en el censo de 1999 era de 49 habitantes.
Está integrada en la Communauté de communes les Coteaux du Razès .